# Zorzines aureolaria
Zorzines aureolaria är en fjärilsart som beskrevs av Inoue 1982. Zorzines aureolaria ingår i släktet Zorzines och familjen nattflyn. Inga underarter finns listade i Catalogue of Life.